# Chloé Cruchaudet
Chloé Cruchaudet   (Lió, 2 de novembre de 1976) és una dibuixant i animadora francesa.

## Biografia
Es va diplomar en animació a París l'any 2000. Relacionat amb la seva titulació ha col·laborat en projectes televisius com L'âne tro-tro, Artomic Betty i diversos episodis pilot.
També ha treballat com a dibuixant per a l'editorial Petit à Petit i adaptant al còmic les Faules de La Fontaine.
L'any 2008 va rebre el Gran Premi Goscinny pel còmic Groenlandia-Manhattan, editat per Norma Editorial. Repassa la vida de Minik, un esquimal que el 1897 va ser traslladat a Nova York a la força i perd les seves arrels i identitat.
Ha aconseguit entre altres guardons el premi del públic a Angoulême 2014 per la novel·la gràfica Mauvais Genre (2014), que s'ha traduït i publicat a Espanya amb el títol Degenerado. Aquesta és una adaptació de la biografia La garçonne et l'assassin (2011), de Danièle Voldman i Fabrice Virgili, que explica la història del soldat desertor Paul Grappe, que es va transvestir per poder tornar clandestinament a París.

## Guardons
- Per Groenlandia-Manhattan: Gran Premi Goscinny 2008.
- Per Mauvais Genre: premi del públic al Festival d'Angoulême de 2014, Landerneau BD, premi Coup de Coeur del saló de Saint Malo 2013, Gran Premi de la Crítica ACBD.